# Lista de chefes de governo de Portugal
Esta é uma lista de chefes de governo de Portugal desde a instituição oficial do cargo em 1834, com o restabelecimento da Monarquia constitucional, com o nome de Presidente do Conselho de Ministros, até ao presente. O nome manteve-se com a referida designação até 1910, apesar de esta ter sido retomada entre 1933 e 1974, durante a ditadura do Estado Novo, sendo usual a designação sincopada Presidente do Conselho. Durante o período 19111933, o nome do chefe de governo foi Presidente do Ministério. A partir da Revolução de 25 de Abril de 1974, o cargo de chefe de governo passou a designar-se por Primeiro-Ministro. Entre 1910 e 1911, o cargo teve o nome de Presidente do Governo Provisório. Durante o governo presidencialista de Sidónio Pais, este, enquanto Presidente da República chefiou o governo entre 9 de maio e 14 de dezembro de 1918, bem como durante sete dias durante o mesmo mês, desta feita por João do Canto e Castro. Este último chefiaria por um dia (15 a 16 de dezembro de 1918) como Presidente do Governo interino, designação pouco clara devido ao contexto de indefinição constitucional existente após a morte de Sidónio Pais.
Anteriormente, num contexto absolutista (até 1820, e entre 1828 e 1834) e no primeiro liberalismo (1820–1828), bem como durante a regência de D. Pedro IV (1830–1834), o monarca (ou regente) exercia oficialmente a posição de chefe de Estado e de governo, por isso, para detentores de cargos que precederam o oficial estabelecimento de um chefe de governo que não fosse o próprio monarca, ver: Lista de precursores do cargo de chefe de governo de Portugal. Neles incluem-se postos da administração pública que em determinados momentos reuniram alguns dos poderes e preponderância de um moderno chefe de governo, sendo no entanto difícil estabelecer não só uma hierarquia entre eles (já que alguns cargos foram contemporâneos uns dos outros) como também uma verdadeira posição de chefia de governo autónoma independente do monarca ou de outros órgãos do Estado. Foram eles o Mordomo-Mor, o Chanceler-Mor, o Escrivão da Puridade, o Secretário de Estado, o Secretário de Estado dos Negócios do Reino e o Ministro Assistente ao Despacho.

## Numeração

Bandeira dos ministros de Portugal, incluindo do chefe de governo (1911–1952).

Bandeira do chefe de governo de Portugal (1952–1972).

Bandeira do chefe de governo de Portugal (1972–presente).

A numeração dos chefes de governo de Portugal é um exercício complicado já que, ao longo do tempo, alguns chefes de governo têm ocupado o cargo apenas por uns dias, e em alguns casos (como o exemplo do Governo dos Cinco Minutos de Francisco Fernandes Costa, em 1920) por algumas horas. Outras vezes, podem ocupar o cargo apenas interinamente (visconde de Sá da Bandeira – 1862; Augusto de Vasconcelos – 1912; Afonso Costa – 1916; José Norton de Matos – 1917; João do Canto e Castro – 1918; Luís Maria Lopes da Fonseca – 1929; Vasco Almeida e Costa – 1976; Diogo Freitas do Amaral – 1980–1981) ou nem chegar a tomar posse (marquês de Valença – 1836; segundo governo de João Chagas – 1915; ou o já referido Fernandes Costa).
Para efeitos de contagem, regra geral, não contam os chefes de governo interinos em substituição de um chefe de governo vivo e em funções. Isto é, nos casos do visconde de Sá da Bandeira, de Augusto de Vasconcelos, de Afonso Costa, de José Norton de Matos, de Luís Maria Lopes da Fonseca e de Vasco Almeida e Costa, o cargo é desempenhado, mas fica claro que o chefe de governo continua a ser respetivamente o marquês/duque de Loulé, Duarte Leite, António José de Almeida, Afonso Costa, Artur Ivens Ferraz e José Pinheiro de Azevedo. Já no caso de João do Canto e Castro e de Diogo Freitas do Amaral o cargo é ocupado por morte do anterior incumbente (Sidónio Pais e Francisco Sá Carneiro, respetivamente) daí se constituírem no momento como legítimos ocupantes do cargo, ainda que numa posição interina (até à nomeação de João Tamagnini Barbosa, no primeiro caso, e até à tomada de posse de Francisco Pinto Balsemão, no segundo). Nestes casos, são incluídos na contagem.
No referente aos casos em que não há tomada de posse, no primeiro, o marquês de Valença chega a formar um governo que após um dia, e sem ter tomado posse, acaba por cair; no segundo caso, após um curto período de governo por parte da Junta Constitucional de 1915 que se seguiu ao golpe que derrubou Joaquim Pimenta de Castro, João Chagas é nomeado a 15 de maio, sofrendo no dia seguinte um atentado, e sendo substituído interinamente por José de Castro no dia 17 sem nunca ter tomado posse, sendo subsequentemente exonerado a 29 de maio de 1915; no terceiro caso, Francisco Fernandes Costa, que é nomeado a 15 de janeiro de 1920, demite-se algumas horas depois após uma manifestação popular que interceta a comitiva governamental a caminho da tomada de posse. Quer o governo do marquês de Valença, quer a segunda presidência do Ministério de Chagas, quer o governo de Fernandes Costa não são contabilizados, pois não serviram efetivamente como presidentes do Conselho ou presidentes do Ministério.
Os períodos de governo por parte de juntas (Junta Provisória de Governo de 1842, Junta Constitucional de 1915, Junta Revolucionária de 1917, Junta de Salvação Pública de 1926 e Junta de Salvação Nacional de 1974, as três últimas tendo Sidónio Pais, José Mendes Cabeçadas e António de Spínola como presidentes designados respetivamente) ou de governos sem presidente no seu todo (Conselho de Ministros após a demissão do seu presidente, o duque de Palmela, em 1835; Conselho de Ministros sem presidente até à nomeação de José Jorge Loureiro, no mesmo ano; Conselho de Ministros sem presidente até à nomeação de António Dias de Oliveira, em 1837; Conselho de Ministros entre a exoneração e a nova nomeação do duque de Saldanha durante a Patuleia; Conselho de Ministros após a morte do seu presidente, o duque da Terceira, em 1860 e o Governo após a morte do seu presidente, Sidónio Pais, em 1918) também não são incluídos numericamente.
Também não contam para a listagem as chefias de governo alternativas de Francisco Xavier da Silva Pereira, presidente da Junta Provisória do Governo Supremo do Reino durante a Patuleia, entre 10 de outubro de 1846 e 30 de junho de 1847, a partir do Porto, bem como de Henrique Paiva Couceiro, também a partir do Porto, entre 19 de janeiro e 13 de fevereiro de 1919, na chamada Monarquia do Norte, tal como não é contabilizada a de Jaime Cortesão, também a partir do Porto, entre 3 e 7 de fevereiro de 1927, na Revolta do Porto contra a ditadura militar.
São contabilizados os períodos em que o chefe de governo esteve no cargo ininterruptamente, não contando se este serve durante mais do que um mandato consecutivo, e não contando chefes de governo provisórios durante os respetivos mandatos. Chefes de governo que sirvam em períodos distintos são, obviamente, distinguidos numericamente. Na situação do segundo governo do duque de Saldanha em 1847, em que a sua presidência do Conselho de Ministros é suspensa devido à guerra civil, e retomada meses depois, conta apenas como uma passagem pelo governo. No caso de Alfredo de Sá Cardoso, cujo mandato é interrompido pelo governo falhado de Fernandes Costa, sendo reconduzido no cargo no próprio dia, conta apenas como uma passagem pelo governo.
De acordo com esta lista, desde 24 de setembro de 1834 até ao presente, Portugal teve 85 chefes de governo, incluindo as chefias interinas de Canto e Castro e de Freitas do Amaral por morte dos antecessores, e não incluindo os Conselhos de Ministros de 1835, de 1837, de 1847 e de 1860, a Junta Provisória de Governo de 1842, a Junta Constitucional de 1915, a Junta Revolucionária de 1917, o Governo de 1918, a Junta de Salvação Pública de 1926 e a Junta de Salvação Nacional de 1974, nem as chefias interinas do visconde de Sá da Bandeira (1862), de Augusto de Vasconcelos (1912), de Afonso Costa (1916), de Norton de Matos (1917), de Lopes da Fonseca (1929) e de Almeida e Costa (1976), nem as presidências falhadas do marquês de Valença (1836) e de Fernandes Costa (1920).
Contando mandatos não consecutivos, desde 1834, Portugal teve 120 chefias de governo, não contando com os anteriormente referidos nem com a presidência falhada do segundo mandato de João Chagas (1915), e contando com mandatos múltiplos em períodos de tempo distintos do marquês de Sá da Bandeira (cinco vezes), do duque de Palmela (três vezes), do duque da Terceira (quatro vezes), do duque de Saldanha (quatro vezes), do duque de Loulé (três vezes), de Joaquim António de Aguiar (três vezes), do duque de Ávila (três vezes), de Fontes Pereira de Melo (três vezes), de José Luciano de Castro (três vezes), de Hintze Ribeiro (três vezes), de Afonso Costa (três vezes), de Domingos Pereira (três vezes), de Bernardino Machado (duas vezes), de António Granjo (duas vezes), de António Maria da Silva (quatro vezes), de Álvaro de Castro (duas vezes) e de Mário Soares (duas vezes).
Legenda de cores
| Segundo Liberalismo: Monarquia constitucional (1834–1910) | |                                        |                         |                         |                                                                          |                                                             |                                                                 |                            |
| #                                                         | Presidente do Conselho de Ministros (Nascimento–Morte) | Retrato                                | Início do mandato       | Fim do mandato          | Eleições (Governo)                                                       | Partido                                                     | Partido                                                         | Monarca                    |
| 1                                                         | D. Pedro de Sousa Holstein, Duque de Palmela (1781–1850) |                                        | 24 de setembro de 1834  | 28 de abril de 1835     | 1834 (I)                                                                 |                                                             | Cartista/"chamorro"                                             | Maria II de Portugal       |
| –                                                         | Conselho de Ministros composto por: José da Silva Carvalho Agostinho José Freire D. José Luís de Sousa Botelho Mourão e Vasconcelos, conde de Vila Real e morgado de Mateus Manuel Duarte Leitão D. Vitório Maria Francisco de Sousa Coutinho Teixeira de Andrade Barbosa, conde de Linhares |                                        | 28 de abril de 1835     | 4 de maio de 1835       | 1834 (I)                                                                 |                                                             | "Chamorro"                                                      | Maria II de Portugal       |
| 2                                                         | D. Vitório Maria Francisco de Sousa Coutinho Teixeira de Andrade Barbosa, Conde de Linhares (1790–1857) |                                        | 4 de maio de 1835       | 27 de maio de 1835      | 1834 (I)                                                                 |                                                             | "Chamorro"                                                      | Maria II de Portugal       |
| 3                                                         | D. João Carlos Gregório Domingos Vicente Francisco de Saldanha Oliveira e Daun, Marquês de Saldanha (1790–1876) |                                        | 27 de maio de 1835      | 18 de novembro de 1835  | —— (II) (III)                                                            |                                                             | Independente                                                    | Maria II de Portugal       |
| –                                                         | Conselho de Ministros composto por: Bernardo de Sá Nogueira de Figueiredo, visconde de Sá da Bandeira Manuel António Velez Caldeira de Pina Castelo Branco Francisco António de Campos José Jorge Loureiro D. Nuno José Severo de Mendoça Rolim de Moura Barreto, marquês de Loulé e conde de Vale de Reis |                                        | 18 de novembro de 1835  | 25 de novembro de 1835  | —— (IV)                                                                  |                                                             | Independente                                                    | Maria II de Portugal       |
| 4                                                         | José Jorge Loureiro (1791–1860) |                                        | 25 de novembro de 1835  | 19 de abril de 1836     | —— (IV)                                                                  |                                                             | Independente                                                    | Maria II de Portugal       |
| 5                                                         | D. António José de Sousa Manuel de Meneses Severim de Noronha, Duque da Terceira e marquês de Vila Flor (1792–1860) |                                        | 19 de abril de 1836     | 10 de setembro de 1836  | Jul. 1836 (V)                                                            |                                                             | Cartista/"chamorro"                                             | Maria II de Portugal       |
| 6                                                         | D. José Manuel Inácio da Cunha e Meneses da Gama e Vasconcelos Carneiro de Sousa Portugal e Faro, Conde de Lumiares e senhor de Vimieiro (1788–1849) |                                        | 10 de setembro de 1836  | 4 de novembro de 1836   | —— (VI)                                                                  |                                                             | Setembrista                                                     | Maria II de Portugal       |
| –                                                         | D. José Bernardino de Portugal e Castro, Marquês de Valença e conde de Vimioso (não tomou posse) (1780–1840) |                                        | 4 de novembro de 1836   | 5 de novembro de 1836   | —— (G.M.)                                                                |                                                             | Cartista                                                        | Maria II de Portugal       |
| 7                                                         | Bernardo de Sá Nogueira de Figueiredo, Visconde de Sá da Bandeira (1795–1876) |                                        | 5 de novembro de 1836   | 1 de junho de 1837      | Nov. 1836 (VII)                                                          |                                                             | Setembrista                                                     | Maria II de Portugal       |
| –                                                         | Conselho de Ministros composto por: António Dias de Oliveira João Gualberto de Oliveira Joaquim de Sousa Quevedo Pizarro, visconde de Bóbeda Manuel de Castro Pereira |                                        | 1 de junho de 1837      | 2 de junho de 1837      | —— (VIII)                                                                |                                                             | Setembrista                                                     | Maria II de Portugal       |
| 8                                                         | António Dias de Oliveira (1804–1863) |                                        | 2 de junho de 1837      | 10 de agosto de 1837    | —— (VIII)                                                                |                                                             | Setembrista                                                     | Maria II de Portugal       |
| 9                                                         | Bernardo de Sá Nogueira de Figueiredo, Visconde de Sá da Bandeira (2.ª vez) (1795–1876) |                                        | 10 de agosto de 1837    | 18 de abril de 1839     | 1838 (IX)                                                                |                                                             | Setembrista                                                     | Maria II de Portugal       |
| 10                                                        | Rodrigo Pinto Pizarro de Almeida Carvalhais, Barão da Ribeira de Sabrosa (1788–1841) |                                        | 18 de abril de 1839     | 26 de novembro de 1839  | —— (X)                                                                   |                                                             | Setembrista                                                     | Maria II de Portugal       |
| 11                                                        | José Lúcio Travassos Valdez, Conde do Bonfim (1787–1862) |                                        | 26 de novembro de 1839  | 9 de junho de 1841      | 1840 (XI)                                                                |                                                             | Setembrista                                                     | Maria II de Portugal       |
| 12                                                        | Joaquim António de Aguiar (1792–1874) |                                        | 9 de junho de 1841      | 7 de fevereiro de 1842  | —— (XII)                                                                 |                                                             | Independente                                                    | Maria II de Portugal       |
| 13                                                        | D. Pedro de Sousa Holstein, Duque de Palmela (2.ª vez) (1781–1850) |                                        | 7 de fevereiro de 1842  | 8 de fevereiro de 1842  | —— (XIII / G.E.)                                                         |                                                             | Independente                                                    | Maria II de Portugal       |
| –                                                         | Junta Provisória de Governo composta por: António Bernardo da Costa Cabral António Vicente de Queirós, barão da Ponte de Santa Maria Marcelino Máximo de Azevedo e Melo António Pereira dos Reis |                                        | 8 de fevereiro de 1842  | 9 de fevereiro de 1842  | ——                                                                       |                                                             | Cartista                                                        | Maria II de Portugal       |
| 14                                                        | D. António José de Sousa Manuel de Meneses Severim de Noronha, Duque da Terceira e marquês de Vila Flor (2.ª vez) (1792–1860) |                                        | 9 de fevereiro de 1842  | 20 de maio de 1846      | 1842 1845 (XIV)                                                          |                                                             | Cartista                                                        | Maria II de Portugal       |
| 15                                                        | D. Pedro de Sousa Holstein, Duque de Palmela (3.ª vez) (1781–1850) |                                        | 20 de maio de 1846      | 6 de outubro 1846       | —— (XV)                                                                  |                                                             | Cartista                                                        | Maria II de Portugal       |
| 16                                                        | D. João Carlos Gregório Domingos Vicente Francisco de Saldanha Oliveira e Daun, Marquês de Saldanha (2.ª vez) (1790–1876) |                                        | 6 de outubro de 1846    | 28 de abril de 1847     | 1847 (XVI)                                                               |                                                             | Cartista                                                        | Maria II de Portugal       |
| –                                                         | Conselho de Ministros composto por: até 22 de agosto Francisco Tavares de Almeida Proença Manuel Duarte Leitão João Gualberto de Oliveira, conde do Tojal Ildefonso Leopoldo Bayard Jerónimo Pereira de Vasconcelos, barão de Ponte da Barca (desde 3 de maio) desde 22 de agosto António de Azevedo Melo e Carvalho Francisco António Fernandes da Silva Ferrão Marino Miguel Franzini António José da Silva Leão, barão de Almofala João de Fontes Pereira de Melo Joaquim António Velez Barreiros, barão de Nossa Senhora da Luz |                                        | 28 de abril de 1847     | 18 de dezembro de 1847  | 1847 (XVI)                                                               |                                                             | Cartista                                                        | Maria II de Portugal       |
| –                                                         | D. João Carlos Gregório Domingos Vicente Francisco de Saldanha Oliveira e Daun, Duque de Saldanha (2.ª vez continuação) (1790–1876) |                                        | 18 de dezembro de 1847  | 18 de junho de 1849     | —— (XVII)                                                                |                                                             | Cartista                                                        | Maria II de Portugal       |
| 17                                                        | António Bernardo da Costa Cabral, Conde de Tomar (1803–1889) |                                        | 18 de junho de 1849     | 26 de abril de 1851     | —— (XVIII)                                                               |                                                             | Cartista                                                        | Maria II de Portugal       |
| 18                                                        | D. António José de Sousa Manuel de Meneses Severim de Noronha, Duque da Terceira e marquês de Vila Flor (3.ª vez) (1792–1860) |                                        | 26 de abril de 1851     | 1 de maio de 1851       | —— (XIX)                                                                 |                                                             | Cartista                                                        | Maria II de Portugal       |
| 19                                                        | D. João Carlos Gregório Domingos Vicente Francisco de Saldanha Oliveira e Daun, Duque de Saldanha (3.ª vez) (1790–1876) |                                        | 1 de maio de 1851       | 6 de junho de 1856      | 1851 1852 (XX) (XXI)                                                     |                                                             | Regenerador                                                     | Maria II de Portugal       |
| 19                                                        | D. João Carlos Gregório Domingos Vicente Francisco de Saldanha Oliveira e Daun, Duque de Saldanha (3.ª vez) (1790–1876) | Pedro V de Portugal                    | 1 de maio de 1851       | 6 de junho de 1856      | 1851 1852 (XX) (XXI)                                                     |                                                             | Regenerador                                                     |                            |
| 19                                                        | D. João Carlos Gregório Domingos Vicente Francisco de Saldanha Oliveira e Daun, Duque de Saldanha (3.ª vez) (1790–1876) |                                        | 1 de maio de 1851       | 6 de junho de 1856      | 1851 1852 (XX) (XXI)                                                     |                                                             | Regenerador                                                     |                            |
| 20                                                        | D. Nuno José Severo de Mendoça Rolim de Moura Barreto, Marquês de Loulé e conde de Vale de Reis (1804–1875) |                                        | 6 de junho de 1856      | 16 de março de 1859     | 1856 1858 (XXII)                                                         |                                                             | Histórico                                                       |                            |
| 21                                                        | D. António José de Sousa Manuel de Meneses Severim de Noronha, Duque da Terceira e marquês de Vila Flor (4.ª vez) (1792–1860) |                                        | 16 de março de 1859     | 26 de abril de 1860     | 1860 (XXIII)                                                             |                                                             | Regenerador                                                     |                            |
| –                                                         | Conselho de Ministros composto por: António Maria de Fontes Pereira de Melo João Baptista da Silva Ferrão de Carvalho Martens "Ferrão" José Maria Caldeira do Casal Ribeiro António de Serpa Pimentel |                                        | 26 de abril de 1860     | 1 de maio de 1860       | 1860 (XXIII)                                                             |                                                             | Regenerador                                                     |                            |
| 22                                                        | Joaquim António de Aguiar (2.ª vez) (1792–1874) |                                        | 1 de maio de 1860       | 4 de julho de 1860      | —— (XXIV)                                                                |                                                             | Regenerador                                                     |                            |
| 23                                                        | D. Nuno José Severo de Mendoça Rolim de Moura Barreto, Marquês de Loulé e conde de Vale de Reis (2.ª vez) (1804–1875) |                                        | 4 de julho de 1860      | 12 de setembro de 1862  | 1861 1864 (XXV)                                                          |                                                             | Histórico                                                       |                            |
| 23                                                        | D. Nuno José Severo de Mendoça Rolim de Moura Barreto, Marquês de Loulé e conde de Vale de Reis (2.ª vez) (1804–1875) | Luís I de Portugal                     | 4 de julho de 1860      | 12 de setembro de 1862  | 1861 1864 (XXV)                                                          |                                                             | Histórico                                                       |                            |
| –                                                         | Bernardo de Sá Nogueira de Figueiredo, Visconde de Sá da Bandeira (interino) (1795–1876) |                                        | 12 de setembro de 1862  | 6 de outubro de 1862    | 1861 1864 (XXV)                                                          |                                                             | Histórico                                                       |                            |
| –                                                         | D. Nuno José Severo de Mendoça Rolim de Moura Barreto, Duque de Loulé e conde de Vale de Reis (2.ª vez continuação) (1804–1875) |                                        | 6 de outubro de 1862    | 17 de abril de 1865     | 1861 1864 (XXV)                                                          |                                                             | Histórico                                                       |                            |
| 24                                                        | Bernardo de Sá Nogueira de Figueiredo, Marquês de Sá da Bandeira (3.ª vez) (1795–1876) |                                        | 17 de abril de 1865     | 4 de setembro de 1865   | —— (XXVI)                                                                |                                                             | Histórico                                                       |                            |
| 25                                                        | Joaquim António de Aguiar (3.ª vez) (1792–1874) |                                        | 4 de setembro de 1865   | 4 de janeiro de 1868    | 1865 1867 (XXVII / G.F.)                                                 |                                                             | Fusão (presidente regenerador)                                  |                            |
| 26                                                        | António José de Ávila, Conde de Ávila (1807–1881) |                                        | 4 de janeiro de 1868    | 22 de julho de 1868     | —— (XXVIII)                                                              |                                                             | Independente (com os reformistas)                               |                            |
| 27                                                        | Bernardo de Sá Nogueira de Figueiredo, Marquês de Sá da Bandeira (4.ª vez) (1795–1876) |                                        | 22 de julho de 1868     | 11 de agosto de 1869    | 1868 1869 (XXIX)                                                         |                                                             | Reformista                                                      |                            |
| 28                                                        | D. Nuno José Severo de Mendoça Rolim de Moura Barreto, Duque de Loulé e conde de Vale de Reis (3.ª vez) (1804–1875) |                                        | 11 de agosto de 1869    | 19 de maio de 1870      | Mar. 1870 (XXX)                                                          |                                                             | Histórico (com os reformistas)                                  |                            |
| 29                                                        | D. João Carlos Gregório Domingos Vicente Francisco de Saldanha Oliveira e Daun, Duque de Saldanha (4.ª vez) (1790–1876) |                                        | 19 de maio de 1870      | 29 de agosto de 1870    | —— (XXXI)                                                                |                                                             | Regenerador                                                     |                            |
| 30                                                        | Bernardo de Sá Nogueira de Figueiredo, Marquês de Sá da Bandeira (5.ª vez) (1795–1876) |                                        | 29 de agosto de 1870    | 29 de outubro de 1870   | Set. 1870 (XXXII)                                                        |                                                             | Reformista                                                      |                            |
| 31                                                        | António José de Ávila, Marquês de Ávila (2.ª vez) (1807–1881) |                                        | 29 de outubro de 1870   | 13 de setembro de 1871  | 1871 (XXXIII)                                                            |                                                             | Histórico (com os reformistas)                                  |                            |
| 32                                                        | António Maria de Fontes Pereira de Melo (1819–1887) |                                        | 13 de setembro de 1871  | 5 de março de 1877      | 1874 (XXXIV)                                                             |                                                             | Regenerador                                                     |                            |
| 33                                                        | António José de Ávila, Marquês de Ávila (3.ª vez) (1807–1881) |                                        | 5 de março de 1877      | 29 de janeiro de 1878   | —— (XXXV)                                                                |                                                             | Progressista                                                    |                            |
| 34                                                        | António Maria de Fontes Pereira de Melo (2.ª vez) (1819–1887) |                                        | 29 de janeiro de 1878   | 1 de junho de 1879      | 1878 (XXXVI)                                                             |                                                             | Regenerador                                                     |                            |
| 35                                                        | Anselmo José Braamcamp de Almeida Castelo Branco (1817–1885) |                                        | 1 de junho de 1879      | 25 de março de 1881     | 1879 (XXXVII)                                                            |                                                             | Progressista                                                    |                            |
| 36                                                        | António Rodrigues Sampaio (1806–1882) |                                        | 25 de março de 1881     | 14 de novembro de 1881  | 1881 (XXXVIII)                                                           |                                                             | Regenerador                                                     |                            |
| 37                                                        | António Maria de Fontes Pereira de Melo (3.ª vez) (1819–1887) |                                        | 14 de novembro de 1881  | 20 de fevereiro de 1886 | 1884 (XXXIX) (XL)                                                        |                                                             | Regenerador                                                     |                            |
| 38                                                        | José Luciano de Castro Pereira Corte-Real (1834–1914) |                                        | 20 de fevereiro de 1886 | 14 de janeiro de 1890   | 1887 1889 (XLI)                                                          |                                                             | Progressista                                                    |                            |
| 38                                                        | José Luciano de Castro Pereira Corte-Real (1834–1914) |                                        | 20 de fevereiro de 1886 | 14 de janeiro de 1890   | 1887 1889 (XLI)                                                          |                                                             | Progressista                                                    |                            |
| 38                                                        | José Luciano de Castro Pereira Corte-Real (1834–1914) |                                        | 20 de fevereiro de 1886 | 14 de janeiro de 1890   | 1887 1889 (XLI)                                                          |                                                             | Progressista                                                    |                            |
| 38                                                        | José Luciano de Castro Pereira Corte-Real (1834–1914) | Carlos I de Portugal                   | 20 de fevereiro de 1886 | 14 de janeiro de 1890   | 1887 1889 (XLI)                                                          |                                                             | Progressista                                                    |                            |
| 39                                                        | António de Serpa Pimentel (1825–1900) |                                        | 14 de janeiro de 1890   | 14 de outubro de 1890   | 1890 (XLII)                                                              |                                                             | Regenerador                                                     |                            |
| 40                                                        | João Crisóstomo de Abreu e Sousa (1811–1895) |                                        | 14 de outubro de 1890   | 17 de janeiro de 1892   | —— (XLIII) (XLIV)                                                        |                                                             | Independente (com a Liga Liberal)                               |                            |
| 41                                                        | José Dias Ferreira (1837–1907) |                                        | 17 de janeiro de 1892   | 23 de fevereiro de 1893 | 1892 (XLV) (XLVI)                                                        |                                                             | Independente                                                    |                            |
| 42                                                        | Ernesto Rodolfo Hintze Ribeiro (1849–1907) |                                        | 23 de fevereiro de 1893 | 7 de fevereiro de 1897  | 1894 1895 (XLVII)                                                        |                                                             | Regenerador                                                     |                            |
| 43                                                        | José Luciano de Castro Pereira Corte-Real (2.ª vez) (1834–1914) |                                        | 7 de fevereiro de 1897  | 25 de junho de 1900     | 1897 1899 (XLVIII) (XLIX)                                                |                                                             | Progressista                                                    |                            |
| 44                                                        | Ernesto Rodolfo Hintze Ribeiro (2.ª vez) (1849–1907) |                                        | 25 de junho de 1900     | 20 de outubro de 1904   | 1900 1901 1904 (L) (LI)                                                  |                                                             | Regenerador                                                     |                            |
| 45                                                        | José Luciano de Castro Pereira Corte-Real (3.ª vez) (1834–1914) |                                        | 20 de outubro de 1904   | 20 de março de 1906     | 1905 (LII) (LIII)                                                        |                                                             | Progressista                                                    |                            |
| 46                                                        | Ernesto Rodolfo Hintze Ribeiro (3.ª vez) (1849–1907) |                                        | 20 de março de 1906     | 19 de maio de 1906      | Abr. 1906 (LIV)                                                          |                                                             | Regenerador                                                     |                            |
| 47                                                        | João Ferreira Franco Pinto Castelo Branco (1855–1929) |                                        | 19 de maio de 1906      | 4 de fevereiro de 1908  | Ago. 1906 (LV)                                                           |                                                             | Regenerador liberal                                             |                            |
| 47                                                        | João Ferreira Franco Pinto Castelo Branco (1855–1929) |                                        | 19 de maio de 1906      | 4 de fevereiro de 1908  | Ago. 1906 (LV)                                                           |                                                             | Regenerador liberal                                             |                            |
| 47                                                        | João Ferreira Franco Pinto Castelo Branco (1855–1929) |                                        | 19 de maio de 1906      | 4 de fevereiro de 1908  | Ago. 1906 (LV)                                                           |                                                             | Regenerador liberal                                             |                            |
| 47                                                        | João Ferreira Franco Pinto Castelo Branco (1855–1929) |                                        | 19 de maio de 1906      | 4 de fevereiro de 1908  | Ago. 1906 (LV)                                                           |                                                             | Regenerador liberal                                             |                            |
| 47                                                        | João Ferreira Franco Pinto Castelo Branco (1855–1929) | Manuel II de Portugal                  | 19 de maio de 1906      | 4 de fevereiro de 1908  | Ago. 1906 (LV)                                                           |                                                             | Regenerador liberal                                             |                            |
| 48                                                        | Francisco Joaquim Ferreira do Amaral («Governo da Acalmação») (1844–1923) |                                        | 4 de fevereiro de 1908  | 25 de dezembro de 1908  | 1908 (LVI)                                                               |                                                             | Independente (presidente regenerador)                           |                            |
| 49                                                        | Artur Alberto de Campos Henriques (1852–1922) |                                        | 25 de dezembro de 1908  | 11 de abril de 1909     | —— (LVII)                                                                |                                                             | Regenerador (com os progressistas)                              |                            |
| 50                                                        | Sebastião Custódio de Sousa Teles (1847–1921) |                                        | 11 de abril de 1909     | 14 de maio de 1909      | —— (LVIII)                                                               |                                                             | Independente (presidente progressista)                          |                            |
| 51                                                        | Venceslau de Sousa Pereira de Lima (1858–1919) |                                        | 14 de maio de 1909      | 22 de dezembro de 1909  | —— (LIX)                                                                 |                                                             | Independente (presidente regenerador)                           |                            |
| 52                                                        | Francisco António da Veiga Beirão (1841–1916) |                                        | 22 de dezembro de 1909  | 26 de junho de 1910     | —— (LX)                                                                  |                                                             | Progressista                                                    |                            |
| 53                                                        | António Teixeira de Sousa (1857–1917) |                                        | 26 de junho de 1910     | 5 de outubro de 1910    | 1910 (LXI)                                                               |                                                             | Regenerador                                                     |                            |
| Primeira República (1910–1926)                            | |                                        |                         |                         |                                                                          |                                                             |                                                                 |                            |
| #                                                         | Presidente do Governo Provisório (Nascimento–Morte) | Retrato                                | Início do mandato       | Fim do mandato          | Eleições (Governo)                                                       | Partido                                                     | Partido                                                         | Presidente da República    |
| Governo Provisório (1910–1911)                            | |                                        |                         |                         |                                                                          |                                                             |                                                                 |                            |
| 54                                                        | Joaquim Teófilo Fernandes Braga (1843–1924) |                                        | 5 de outubro de 1910    | 4 de setembro de 1911   | 1911 (I)                                                                 |                                                             | Republicano                                                     | Teófilo Braga              |
| 54                                                        | Joaquim Teófilo Fernandes Braga (1843–1924) |                                        | 5 de outubro de 1910    | 4 de setembro de 1911   | 1911 (I)                                                                 |                                                             | Republicano                                                     | Teófilo Braga              |
| 54                                                        | Joaquim Teófilo Fernandes Braga (1843–1924) |                                        | 5 de outubro de 1910    | 4 de setembro de 1911   | 1911 (I)                                                                 |                                                             | Republicano                                                     | Teófilo Braga              |
| 54                                                        | Joaquim Teófilo Fernandes Braga (1843–1924) | Manuel de Arriaga                      | 5 de outubro de 1910    | 4 de setembro de 1911   | 1911 (I)                                                                 |                                                             | Republicano                                                     |                            |
| #                                                         | Presidente do Ministério (Nascimento–Morte) | Retrato                                | Início do mandato       | Fim do mandato          | Eleições (Governo)                                                       | Partido                                                     | Partido                                                         |                            |
| Governos Constitucionais (1911–1917)                      | |                                        |                         |                         |                                                                          |                                                             |                                                                 |                            |
| 55                                                        | João Pinheiro Chagas (1863–1925) |                                        | 4 de setembro de 1911   | 13 de novembro de 1911  | —— (II)                                                                  |                                                             | Independente                                                    |                            |
| 56                                                        | Augusto César de Almeida de Vasconcelos Correia (1867–1951) |                                        | 13 de novembro de 1911  | 16 de junho de 1912     | —— (III)                                                                 |                                                             | Independente                                                    |                            |
| 57                                                        | Duarte Leite Pereira da Silva (1864–1950) |                                        | 16 de junho de 1912     | 23 de setembro de 1912  | —— (IV)                                                                  |                                                             | Independente                                                    |                            |
| –                                                         | Augusto César de Almeida de Vasconcelos Correia (interino) (1867–1951) |                                        | 23 de setembro de 1912  | 30 de setembro de 1912  | —— (IV)                                                                  |                                                             | Independente                                                    |                            |
| –                                                         | Duarte Leite Pereira da Silva (continuação) (1864–1950) |                                        | 30 de setembro de 1912  | 9 de janeiro de 1913    | —— (IV)                                                                  |                                                             | Independente                                                    |                            |
| 58                                                        | Afonso Augusto da Costa (1871–1937) |                                        | 9 de janeiro de 1913    | 9 de fevereiro de 1914  | 1913 (V)                                                                 |                                                             | Democrático                                                     |                            |
| 59                                                        | Bernardino Luís Machado Guimarães (1851–1944) |                                        | 9 de fevereiro de 1914  | 12 de dezembro de 1914  | —— (VI) (VII)                                                            |                                                             | Democrático                                                     |                            |
| 60                                                        | Victor Hugo de Azevedo Coutinho (1871–1955) |                                        | 12 de dezembro de 1914  | 25 de janeiro de 1915   | —— (VIII)                                                                |                                                             | Democrático                                                     |                            |
| 61                                                        | José Joaquim Pereira Pimenta de Castro (1846–1918) |                                        | 25 de janeiro de 1915   | 14 de maio de 1915      | —— (IX)                                                                  |                                                             | Independente                                                    |                            |
| –                                                         | Junta Constitucional composta por: José Maria Mendes Ribeiro Norton de Matos António Maria da Silva José de Freitas Ribeiro Alfredo Ernesto de Sá Cardoso Álvaro Xavier de Castro |                                        | 14 de maio de 1915      | 15 de maio de 1915      | ——                                                                       |                                                             | Independente                                                    |                            |
| –                                                         | João Pinheiro Chagas (não tomou posse) (1863–1925) |                                        | 15 de maio de 1915      | 17 de maio de 1915      | 1915 (X) (XI)                                                            |                                                             | Independente                                                    |                            |
| 62                                                        | José Augusto Soares Ribeiro de Castro (interino entre 17 de maio e 19 de junho) (1848–1929) |                                        | 17 de maio de 1915      | 30 de novembro de 1915  | 1915 (X) (XI)                                                            |                                                             | Democrático                                                     |                            |
| 62                                                        | José Augusto Soares Ribeiro de Castro (interino entre 17 de maio e 19 de junho) (1848–1929) | Teófilo Braga                          | 17 de maio de 1915      | 30 de novembro de 1915  | 1915 (X) (XI)                                                            |                                                             | Democrático                                                     |                            |
| 62                                                        | José Augusto Soares Ribeiro de Castro (interino entre 17 de maio e 19 de junho) (1848–1929) |                                        | 17 de maio de 1915      | 30 de novembro de 1915  | 1915 (X) (XI)                                                            |                                                             | Democrático                                                     |                            |
| 62                                                        | José Augusto Soares Ribeiro de Castro (interino entre 17 de maio e 19 de junho) (1848–1929) |                                        | 17 de maio de 1915      | 30 de novembro de 1915  | 1915 (X) (XI)                                                            |                                                             | Democrático                                                     |                            |
| 62                                                        | José Augusto Soares Ribeiro de Castro (interino entre 17 de maio e 19 de junho) (1848–1929) | Bernardino Machado                     | 17 de maio de 1915      | 30 de novembro de 1915  | 1915 (X) (XI)                                                            |                                                             | Democrático                                                     |                            |
| 63                                                        | Afonso Augusto da Costa (2.ª vez) (1871–1937) |                                        | 30 de novembro de 1915  | 16 de março de 1916     | —— (XII)                                                                 |                                                             | Democrático                                                     |                            |
| 64                                                        | António José de Almeida (1866–1929) |                                        | 16 de março de 1916     | 4 de setembro de 1916   | —— (XIII)                                                                |                                                             | União Sagrada (presidente evolucionista)                        |                            |
| –                                                         | Afonso Augusto da Costa (interino) (1871–1937) |                                        | 4 de setembro de 1916   | 5 de outubro de 1916    | —— (XIII)                                                                |                                                             | União Sagrada (presidente interino eemocrático)                 |                            |
| –                                                         | António José de Almeida (continuação) (1866–1929) |                                        | 5 de outubro de 1916    | 25 de abril de 1917     | —— (XIII)                                                                |                                                             | União Sagrada (presidente evolucionista)                        |                            |
| 65                                                        | Afonso Augusto da Costa (3.ª vez) (1871–1937) |                                        | 25 de abril de 1917     | 7 de outubro de 1917    | —— (XIV)                                                                 |                                                             | Democrático                                                     |                            |
| –                                                         | José Maria Mendes Ribeiro Norton de Matos (interino) (1867–1955) |                                        | 7 de outubro de 1917    | 25 de outubro de 1917   | —— (XIV)                                                                 |                                                             | Democrático                                                     |                            |
| –                                                         | Afonso Augusto da Costa (3.ª vez continuação) (1871–1937) |                                        | 25 de outubro de 1917   | 19 de novembro de 1917  | —— (XIV)                                                                 |                                                             | Democrático                                                     |                            |
| –                                                         | José Maria Mendes Ribeiro Norton de Matos (interino) (1867–1955) |                                        | 19 de novembro de 1917  | 8 de dezembro de 1917   | —— (XIV)                                                                 |                                                             | Democrático                                                     |                            |
| República Nova (1917–1918)                                | |                                        |                         |                         |                                                                          |                                                             |                                                                 |                            |
| –                                                         | Junta Revolucionária composta por: Sidónio Bernardino Cardoso da Silva Pais (Presidente) António Maria de Azevedo Machado Santos (Vogal) José Feliciano da Costa Júnior (Vogal) |                                        | 8 de dezembro de 1917   | 12 de dezembro de 1917  | ——                                                                       |                                                             | Independente                                                    | Sidónio Pais               |
| 66                                                        | Sidónio Bernardino Cardoso da Silva Pais (1872–1918) |                                        | 12 de dezembro de 1917  | 9 de maio de 1918       | 1918 (XV) (XVI)                                                          |                                                             | Independente                                                    | Sidónio Pais               |
| 66                                                        | Sidónio Bernardino Cardoso da Silva Pais (1872–1918) | Nacional republicano (desde abr. 1918) | 12 de dezembro de 1917  | 9 de maio de 1918       | 1918 (XV) (XVI)                                                          |                                                             |                                                                 | Sidónio Pais               |
| #                                                         | Presidente da República (Nascimento–Morte) | Retrato                                | Início do mandato       | Fim do mandato          | 1918 (XV) (XVI)                                                          | Partido                                                     | Partido                                                         | Sidónio Pais               |
| –                                                         | Sidónio Bernardino Cardoso da Silva Pais (1872–1918) |                                        | 9 de maio de 1918       | 14 de dezembro de 1918  | 1918 (XV) (XVI)                                                          |                                                             | Nacional republicano                                            | Sidónio Pais               |
| #                                                         | Presidente do Ministério (Nascimento–Morte) | Retrato                                | Início do mandato       | Fim do mandato          | 1918 (XV) (XVI)                                                          | Partido                                                     | Partido                                                         | Sidónio Pais               |
| –                                                         | Governo composto por: António Bernardino de Sousa Ferreira Jorge Couceiro da Costa João Tamagnini de Sousa Barbosa Álvaro César de Mendonça João do Canto e Castro Silva Antunes Júnior António Caetano de Abreu Freire Egas Moniz João Alberto Pereira de Azevedo Neves Alexandre José Botelho de Vasconcelos e Sá José Alfredo Mendes de Magalhães Henrique Ventura Forbes de Bessa José João Pinto da Cruz Azevedo Eduardo Fernandes de Oliveira                                                                                 |                                        | 14 de dezembro de 1918  | 15 de dezembro de 1918  | 1918 (XV) (XVI)                                                          |                                                             | Nacional republicano                                            | 16º Governo republicano    |
| 67                                                        | João do Canto e Castro Silva Antunes Júnior (interino) (1862–1934) |                                        | 15 de dezembro de 1918  | 16 de dezembro de 1918  | 1918 (XV) (XVI)                                                          |                                                             | Nacional republicano                                            | 16º Governo republicano    |
| #                                                         | Presidente da República (Nascimento–Morte) | Retrato                                | Início do mandato       | Fim do mandato          | 1918 (XV) (XVI)                                                          | Partido                                                     | Partido                                                         | 16º Governo republicano    |
| –                                                         | João do Canto e Castro Silva Antunes Júnior (interino) (1862–1934) |                                        | 16 de dezembro de 1918  | 23 de dezembro de 1918  | 1918 (XV) (XVI)                                                          |                                                             | Nacional republicano                                            | João do Canto e Castro     |
| #                                                         | Presidente do Ministério (Nascimento–Morte) | Retrato                                | Início do mandato       | Fim do mandato          | Eleições (Governo)                                                       | Partido                                                     | Partido                                                         | João do Canto e Castro     |
| Governos Constitucionais (1918–1926)                      | |                                        |                         |                         |                                                                          |                                                             |                                                                 | João do Canto e Castro     |
| 68                                                        | João Tamagnini de Sousa Barbosa (1883–1948) |                                        | 23 de dezembro de 1918  | 27 de janeiro de 1919   | —— (XVII) (XVIII)                                                        |                                                             | Nacional republicano                                            | João do Canto e Castro     |
| 69                                                        | José Maria de Mascarenhas Relvas de Campos (1858–1929) |                                        | 27 de janeiro de 1919   | 30 de março de 1919     | —— (XIX)                                                                 |                                                             | Independente                                                    | João do Canto e Castro     |
| 70                                                        | Domingos Leite Pereira (1882–1956) |                                        | 30 de março de 1919     | 29 de junho de 1919     | 1919 (XX)                                                                |                                                             | Independente                                                    | João do Canto e Castro     |
| 71                                                        | Alfredo Ernesto de Sá Cardoso (1864–1950) |                                        | 29 de junho de 1919     | 15 de janeiro de 1920   | —— (XXI)                                                                 |                                                             | Democrático                                                     | João do Canto e Castro     |
| 71                                                        | Alfredo Ernesto de Sá Cardoso (1864–1950) | António José de Almeida                | 29 de junho de 1919     | 15 de janeiro de 1920   | —— (XXI)                                                                 |                                                             | Democrático                                                     |                            |
| –                                                         | Francisco José de Meneses Fernandes Costa (não tomou posse) («Governo dos Cinco Minutos») (1857–1925) |                                        | 15 de janeiro de 1920   | 15 de janeiro de 1920   | —— (XXII)                                                                |                                                             | Liberal                                                         |                            |
| –                                                         | Alfredo Ernesto de Sá Cardoso (reconduzido) (1864–1950) |                                        | 15 de janeiro de 1920   | 21 de janeiro de 1920   | —— (XXI)                                                                 |                                                             | Democrático                                                     |                            |
| 72                                                        | Domingos Leite Pereira (2.ª vez) (1882–1956) |                                        | 21 de janeiro de 1920   | 8 de março de 1920      | —— (XXIII)                                                               |                                                             | Independente                                                    |                            |
| 73                                                        | António Maria Baptista (1863–1920) |                                        | 8 de março de 1920      | 6 de junho de 1920      | —— (XXIV)                                                                |                                                             | Democrático                                                     |                            |
| 74                                                        | José Ramos Preto (interino durante o dia 6 de junho) (1870–1949) |                                        | 6 de junho de 1920      | 26 de junho de 1920     | —— (XXIV)                                                                |                                                             | Democrático                                                     |                            |
| 75                                                        | António Maria da Silva (1872–1950) |                                        | 26 de junho de 1920     | 19 de julho de 1920     | —— (XXV)                                                                 |                                                             | Democrático (com os socialistas e os populares)                 |                            |
| 76                                                        | António Joaquim Granjo (1881–1921) |                                        | 19 de julho de 1920     | 20 de novembro de 1920  | —— (XXVI)                                                                |                                                             | Liberal (com os reconstituintes)                                |                            |
| 77                                                        | Álvaro Xavier de Castro (1878–1928) |                                        | 20 de novembro de 1920  | 30 de novembro de 1920  | —— (XXVII)                                                               |                                                             | Reconstituinte (com os democráticos e os populares)             |                            |
| 78                                                        | Liberato Damião Ribeiro Pinto (1880–1949) |                                        | 30 de novembro de 1920  | 2 de março de 1921      | —— (XXVIII)                                                              |                                                             | Democrático (com os reconstituintes e os populares)             |                            |
| 79                                                        | Bernardino Luís Machado Guimarães (2.ª vez) (1851–1944) |                                        | 2 de março de 1921      | 24 de maio de 1921      | —— (XXIX)                                                                |                                                             | Democrático (com os reconstituintes e os populares)             |                            |
| 80                                                        | Tomé José de Barros Queirós (1872–1926) |                                        | 24 de maio de 1921      | 30 de agosto de 1921    | 1921 (XXX)                                                               |                                                             | Liberal                                                         |                            |
| 81                                                        | António Joaquim Granjo (2.ª vez) (1881–1921) |                                        | 30 de agosto de 1921    | 19 de outubro de 1921   | —— (XXXI)                                                                |                                                             | Liberal                                                         |                            |
| 82                                                        | Manuel Maria Coelho (1857–1943) |                                        | 19 de outubro de 1921   | 5 de novembro de 1921   | —— (XXXII)                                                               |                                                             | Independente                                                    |                            |
| 83                                                        | Carlos Henrique da Silva Maia Pinto (1866–1932) |                                        | 5 de novembro de 1921   | 16 de dezembro de 1921  | —— (XXXIII)                                                              |                                                             | Independente (presidente democrático)                           |                            |
| 84                                                        | Francisco Pinto da Cunha Leal (1888–1970) |                                        | 16 de dezembro de 1921  | 6 de fevereiro de 1922  | —— (XXXIV)                                                               |                                                             | Independente (presidente liberal)                               |                            |
| 85                                                        | António Maria da Silva (2.ª vez) (1872–1950) |                                        | 6 de fevereiro de 1922  | 15 de novembro de 1923  | 1922 (XXXV) (XXXVI) (XXXVII)                                             |                                                             | Democrático                                                     |                            |
| 85                                                        | António Maria da Silva (2.ª vez) (1872–1950) |                                        | 6 de fevereiro de 1922  | 15 de novembro de 1923  | 1922 (XXXV) (XXXVI) (XXXVII)                                             |                                                             | Democrático                                                     |                            |
| 85                                                        | António Maria da Silva (2.ª vez) (1872–1950) |                                        | 6 de fevereiro de 1922  | 15 de novembro de 1923  | 1922 (XXXV) (XXXVI) (XXXVII)                                             |                                                             | Democrático                                                     |                            |
| 85                                                        | António Maria da Silva (2.ª vez) (1872–1950) | Manuel Teixeira Gomes                  | 6 de fevereiro de 1922  | 15 de novembro de 1923  | 1922 (XXXV) (XXXVI) (XXXVII)                                             |                                                             | Democrático                                                     |                            |
| 86                                                        | António Ginestal Machado (1874–1940) |                                        | 15 de novembro de 1923  | 18 de dezembro de 1923  | —— (XXXVIII)                                                             |                                                             | Nacionalista                                                    |                            |
| 87                                                        | Álvaro Xavier de Castro (2.ª vez) (1878–1928) |                                        | 18 de dezembro de 1923  | 7 de julho de 1924      | —— (XXXIX)                                                               |                                                             | Independente (presidente Nacionalista)                          |                            |
| 88                                                        | Alfredo Rodrigues Gaspar (1865–1938) |                                        | 7 de julho de 1924      | 22 de novembro de 1924  | —— (XL)                                                                  |                                                             | Democrático                                                     |                            |
| 89                                                        | José Domingues dos Santos (1887–1958) |                                        | 22 de novembro de 1924  | 16 de fevereiro de 1925 | —— (XLI)                                                                 |                                                             | "Canhotos" (futuro Partido Republicano da Esquerda Democrática) |                            |
| 90                                                        | Vitorino Máximo de Carvalho Guimarães (1876–1957) |                                        | 16 de fevereiro de 1925 | 2 de julho de 1925      | —— (XLII)                                                                |                                                             | Democrático                                                     |                            |
| 91                                                        | António Maria da Silva (3.ª vez) (1872–1950) |                                        | 2 de julho de 1925      | 1 de agosto de 1925     | —— (XLIII)                                                               |                                                             | Democrático                                                     |                            |
| 92                                                        | Domingos Leite Pereira (3.ª vez) (1882–1956) |                                        | 1 de agosto de 1925     | 18 de dezembro de 1925  | 1925 (XLIV)                                                              |                                                             | Democrático                                                     |                            |
| 92                                                        | Domingos Leite Pereira (3.ª vez) (1882–1956) |                                        | 1 de agosto de 1925     | 18 de dezembro de 1925  | 1925 (XLIV)                                                              |                                                             | Democrático                                                     |                            |
| 92                                                        | Domingos Leite Pereira (3.ª vez) (1882–1956) | Bernardino Machado                     | 1 de agosto de 1925     | 18 de dezembro de 1925  | 1925 (XLIV)                                                              |                                                             | Democrático                                                     |                            |
| 93                                                        | António Maria da Silva (4.ª vez) (1872–1950) |                                        | 18 de dezembro de 1925  | 29 de maio de 1926      | —— (XLV)                                                                 |                                                             | Democrático                                                     |                            |
| Segunda República (1926–1974)                             | |                                        |                         |                         |                                                                          |                                                             |                                                                 |                            |
| #                                                         | Presidente do Ministério (Nascimento–Morte) | Retrato                                | Início do mandato       | Fim do mandato          | Eleições (Governo)                                                       | Partido                                                     | Partido                                                         | Presidente da República    |
| Ditadura militar (1926–1928)                              | |                                        |                         |                         |                                                                          |                                                             |                                                                 |                            |
| –                                                         | Junta de Salvação Pública composta por: José Mendes Cabeçadas Júnior (Presidente) Armando Humberto da Gama Ochoa Jaime Pereira Rodrigues Baptista Carlos de Jesus Vilhena |                                        | 29 de maio de 1926      | 31 de maio de 1926      | ——                                                                       |                                                             | Independente                                                    | José Mendes Cabeçadas      |
| 94                                                        | José Mendes Cabeçadas Júnior (1883–1965) |                                        | 31 de maio de 1926      | 17 de junho de 1926     | —— (I)                                                                   |                                                             | Independente                                                    | José Mendes Cabeçadas      |
| 95                                                        | Manuel de Oliveira Gomes da Costa (1863–1929) |                                        | 17 de junho de 1926     | 9 de julho de 1926      | —— (II)                                                                  |                                                             | Independente                                                    | Manuel Gomes da Costa      |
| 96                                                        | António Óscar de Fragoso Carmona (1869–1951) |                                        | 9 de julho de 1926      | 18 de abril de 1928     | —— (III)                                                                 |                                                             | Independente                                                    | Óscar Carmona              |
| Ditadura Nacional (1928–1933)                             | |                                        |                         |                         |                                                                          |                                                             |                                                                 | Óscar Carmona              |
| 97                                                        | José Vicente de Freitas (1869–1952) |                                        | 18 de abril de 1928     | 9 de julho de 1929      | —— (IV) (V)                                                              |                                                             | Independente                                                    | Óscar Carmona              |
| 98                                                        | Artur Ivens Ferraz (1870–1933) |                                        | 9 de julho de 1929      | 16 de outubro de 1929   | —— (VI)                                                                  |                                                             | Independente                                                    | Óscar Carmona              |
| –                                                         | Luís Maria Lopes da Fonseca (interino) (1883–1974) |                                        | 16 de outubro de 1929   | 26 de outubro de 1929   | —— (VI)                                                                  |                                                             | Independente                                                    | Óscar Carmona              |
| –                                                         | Artur Ivens Ferraz (continuação) (1870–1933) |                                        | 26 de outubro de 1929   | 21 de janeiro de 1930   | —— (VI)                                                                  |                                                             | Independente                                                    | Óscar Carmona              |
| 99                                                        | Domingos Augusto Alves da Costa e "de" Oliveira (1873–1957) |                                        | 21 de janeiro de 1930   | 5 de julho de 1932      | —— (VII)                                                                 |                                                             | Independente                                                    | Óscar Carmona              |
| 99                                                        | Domingos Augusto Alves da Costa e "de" Oliveira (1873–1957) | União Nacional (desde 30 jul. 1930)    | 21 de janeiro de 1930   | 5 de julho de 1932      | —— (VII)                                                                 |                                                             |                                                                 | Óscar Carmona              |
| 100                                                       | António de Oliveira Salazar (1889–1970) |                                        | 5 de julho de 1932      | 11 de abril de 1933     | —— (VIII)                                                                |                                                             | União Nacional                                                  | Óscar Carmona              |
| #                                                         | Presidente do Conselho de Ministros (Nascimento–Morte) | Retrato                                | Início do mandato       | Fim do mandato          | Eleições (Governo)                                                       | Partido                                                     | Partido                                                         | Óscar Carmona              |
| Estado Novo (1933–1974)                                   | |                                        |                         |                         |                                                                          |                                                             |                                                                 | Óscar Carmona              |
| –                                                         | António de Oliveira Salazar (1889–1970) |                                        | 11 de abril de 1933     | 27 de setembro de 1968  | 1934 1938 1942 1945 1949 1953 1957 1961 1965 (IX (I E.N.)) (X (II E.N.)) |                                                             | União Nacional                                                  | Óscar Carmona              |
| –                                                         | António de Oliveira Salazar (1889–1970) |                                        | 11 de abril de 1933     | 27 de setembro de 1968  | 1934 1938 1942 1945 1949 1953 1957 1961 1965 (IX (I E.N.)) (X (II E.N.)) |                                                             | União Nacional                                                  | Óscar Carmona              |
| –                                                         | António de Oliveira Salazar (1889–1970) | Francisco Craveiro Lopes               | 11 de abril de 1933     | 27 de setembro de 1968  | 1934 1938 1942 1945 1949 1953 1957 1961 1965 (IX (I E.N.)) (X (II E.N.)) |                                                             | União Nacional                                                  |                            |
| –                                                         | António de Oliveira Salazar (1889–1970) |                                        | 11 de abril de 1933     | 27 de setembro de 1968  | 1934 1938 1942 1945 1949 1953 1957 1961 1965 (IX (I E.N.)) (X (II E.N.)) |                                                             | União Nacional                                                  |                            |
| –                                                         | António de Oliveira Salazar (1889–1970) |                                        | 11 de abril de 1933     | 27 de setembro de 1968  | 1934 1938 1942 1945 1949 1953 1957 1961 1965 (IX (I E.N.)) (X (II E.N.)) |                                                             | União Nacional                                                  |                            |
| –                                                         | António de Oliveira Salazar (1889–1970) | Américo Thomaz                         | 11 de abril de 1933     | 27 de setembro de 1968  | 1934 1938 1942 1945 1949 1953 1957 1961 1965 (IX (I E.N.)) (X (II E.N.)) |                                                             | União Nacional                                                  |                            |
| –                                                         | António de Oliveira Salazar (1889–1970) |                                        | 11 de abril de 1933     | 27 de setembro de 1968  | 1934 1938 1942 1945 1949 1953 1957 1961 1965 (IX (I E.N.)) (X (II E.N.)) |                                                             | União Nacional                                                  |                            |
| 101                                                       | Marcello José das Neves Alves Caetano (1906–1980) |                                        | 27 de setembro de 1968  | 25 de abril de 1974     | 1969 (XI (III E.N.))                                                     |                                                             | União Nacional                                                  |                            |
| 101                                                       | Marcello José das Neves Alves Caetano (1906–1980) | 1973                                   | 27 de setembro de 1968  | 25 de abril de 1974     |                                                                          | Ação Nacional Popular (desde 21 fev. 1970)                  |                                                                 |                            |
| Terceira República (1974–presente)                        | |                                        |                         |                         |                                                                          |                                                             |                                                                 |                            |
| #                                                         | Primeiro-Ministro (Nascimento–Morte) | Retrato                                | Início do mandato       | Fim do mandato          | Eleições (Governo)                                                       | Partido                                                     | Partido                                                         | Presidente da República    |
| Junta de Salvação Nacional (1974)                         | |                                        |                         |                         |                                                                          |                                                             |                                                                 |                            |
| –                                                         | Junta de Salvação Nacional composta por: António Sebastião Ribeiro de Spínola (Presidente) Francisco da Costa Gomes Jaime Silvério Marques Manuel Diogo Neto Carlos Galvão de Melo José Baptista Pinheiro de Azevedo António Alva Rosa Coutinho |                                        | 25 de abril de 1974     | 16 de maio de 1974      | ——                                                                       |                                                             | Independente                                                    | Junta de Salvação Nacional |
| Governos Provisórios (1974–1976)                          | |                                        |                         |                         |                                                                          |                                                             |                                                                 | Junta de Salvação Nacional |
| 102                                                       | Adelino Hermitério da Palma Carlos (1905–1992) |                                        | 16 de maio de 1974      | 18 de julho de 1974     | —— (I Prov.)                                                             |                                                             | Independente                                                    | António de Spínola         |
| 103                                                       | Vasco dos Santos Gonçalves (1921–2005) |                                        | 18 de julho de 1974     | 19 de setembro de 1975  | 1975 Const. (II Prov.) (III Prov.) (IV Prov.) (V Prov.)                  |                                                             | Independente                                                    | António de Spínola         |
| 103                                                       | Vasco dos Santos Gonçalves (1921–2005) | Francisco da Costa Gomes               | 18 de julho de 1974     | 19 de setembro de 1975  | 1975 Const. (II Prov.) (III Prov.) (IV Prov.) (V Prov.)                  |                                                             | Independente                                                    |                            |
| 103                                                       | Vasco dos Santos Gonçalves (1921–2005) |                                        | 18 de julho de 1974     | 19 de setembro de 1975  | 1975 Const. (II Prov.) (III Prov.) (IV Prov.) (V Prov.)                  |                                                             | Independente                                                    |                            |
| 104                                                       | José Baptista Pinheiro de Azevedo (1917–1983) |                                        | 19 de setembro de 1975  | 23 de junho de 1976     | —— (VI Prov.)                                                            |                                                             | Independente                                                    |                            |
| –                                                         | Vasco Fernando Leotte de Almeida e Costa (interino) (1932–2010) |                                        | 23 de junho de 1976     | 23 de julho de 1976     | —— (VI Prov.)                                                            |                                                             | Independente                                                    |                            |
| –                                                         | Vasco Fernando Leotte de Almeida e Costa (interino) (1932–2010) |                                        | 23 de junho de 1976     | 23 de julho de 1976     | —— (VI Prov.)                                                            |                                                             | Independente                                                    |                            |
| –                                                         | Vasco Fernando Leotte de Almeida e Costa (interino) (1932–2010) |                                        | 23 de junho de 1976     | 23 de julho de 1976     | —— (VI Prov.)                                                            |                                                             | Independente                                                    |                            |
| –                                                         | Vasco Fernando Leotte de Almeida e Costa (interino) (1932–2010) | António Ramalho Eanes                  | 23 de junho de 1976     | 23 de julho de 1976     | —— (VI Prov.)                                                            |                                                             | Independente                                                    |                            |
| Governos Constitucionais (1976–presente)                  | |                                        |                         |                         |                                                                          |                                                             |                                                                 |                            |
| 105                                                       | Mário Alberto Nobre Lopes Soares (1924–2017) |                                        | 23 de julho de 1976     | 29 de agosto de 1978    | 1976 (I)                                                                 |                                                             | Socialista                                                      |                            |
| 105                                                       | Mário Alberto Nobre Lopes Soares (1924–2017) | —— (II)                                | 23 de julho de 1976     | 29 de agosto de 1978    |                                                                          | Socialista (com os centristas)                              |                                                                 |                            |
| 106                                                       | Alfredo Jorge Nobre da Costa (1923–1996) |                                        | 29 de agosto de 1978    | 22 de novembro de 1978  | —— (III)                                                                 |                                                             | Independente (iniciativa presidencial)                          |                            |
| 107                                                       | Carlos Alberto da Mota Pinto (1936–1985) |                                        | 22 de novembro de 1978  | 1 de agosto de 1979     | —— (IV)                                                                  |                                                             | Independente (iniciativa presidencial)                          |                            |
| 108                                                       | Maria de Lourdes Ruivo da Silva de Matos Pintasilgo (1930–2004) |                                        | 1 de agosto de 1979     | 3 de janeiro de 1980    | —— (V)                                                                   |                                                             | Independente (iniciativa presidencial)                          |                            |
| 109                                                       | Francisco Manuel Lumbrales de Sá Carneiro (1934–1980) |                                        | 3 de janeiro de 1980    | 4 de dezembro de 1980   | 1979 (VI) 1980 ——                                                        |                                                             | Aliança Democrática (primeiro-ministro social democrata)        |                            |
| #                                                         | Vice-primeiro-ministro com a chefia do governo (Nascimento–Morte) | Retrato                                | Início do mandato       | Fim do mandato          | 1979 (VI) 1980 ——                                                        | Partido                                                     | Partido                                                         |                            |
| –                                                         | Diogo Pinto de Freitas do Amaral (interino) (1941–2019) |                                        | 4 de dezembro de 1980   | 9 de janeiro de 1981    | 1979 (VI) 1980 ——                                                        |                                                             | Aliança Democrática (vice-primeiro-ministro centrista)          |                            |
| #                                                         | Primeiro-Ministro (Nascimento–Morte) | Retrato                                | Início do mandato       | Fim do mandato          | Eleições (Governo)                                                       | Partido                                                     | Partido                                                         |                            |
| 110                                                       | Francisco José Pereira Pinto Balsemão (1937–) |                                        | 9 de janeiro de 1981    | 9 de junho de 1983      | —— (VII)                                                                 |                                                             | Aliança Democrática (primeiro-ministro social democrata)        |                            |
| 110                                                       | Francisco José Pereira Pinto Balsemão (1937–) | —— (VIII)                              | 9 de janeiro de 1981    | 9 de junho de 1983      |                                                                          |                                                             | Aliança Democrática (primeiro-ministro social democrata)        |                            |
| 111                                                       | Mário Alberto Nobre Lopes Soares (2.ª vez) (1924–2017) |                                        | 9 de junho de 1983      | 6 de novembro de 1985   | 1983 (IX)                                                                |                                                             | Socialista (com os sociais democratas)                          |                            |
| 112                                                       | Aníbal António Cavaco Silva (1939–) |                                        | 6 de novembro de 1985   | 28 de outubro de 1995   | 1985 (X)                                                                 |                                                             | Social democrata                                                |                            |
| 112                                                       | Aníbal António Cavaco Silva (1939–) | Mário Soares                           | 6 de novembro de 1985   | 28 de outubro de 1995   | 1985 (X)                                                                 |                                                             | Social democrata                                                |                            |
| 112                                                       | Aníbal António Cavaco Silva (1939–) | 1987 (XI)                              | 6 de novembro de 1985   | 28 de outubro de 1995   |                                                                          |                                                             | Social democrata                                                |                            |
| 112                                                       | Aníbal António Cavaco Silva (1939–) | 1991 (XII)                             | 6 de novembro de 1985   | 28 de outubro de 1995   |                                                                          |                                                             | Social democrata                                                |                            |
| 112                                                       | Aníbal António Cavaco Silva (1939–) |                                        | 6 de novembro de 1985   | 28 de outubro de 1995   |                                                                          |                                                             | Social democrata                                                |                            |
| 112                                                       | Aníbal António Cavaco Silva (1939–) |                                        | 6 de novembro de 1985   | 28 de outubro de 1995   |                                                                          |                                                             | Social democrata                                                |                            |
| 113                                                       | António Manuel de Oliveira Guterres (1949–) |                                        | 28 de outubro de 1995   | 6 de abril de 2002      | 1995 (XIII)                                                              |                                                             | Socialista                                                      |                            |
| 113                                                       | António Manuel de Oliveira Guterres (1949–) | Jorge Sampaio                          | 28 de outubro de 1995   | 6 de abril de 2002      | 1995 (XIII)                                                              |                                                             | Socialista                                                      |                            |
| 113                                                       | António Manuel de Oliveira Guterres (1949–) | 1999 (XIV)                             | 28 de outubro de 1995   | 6 de abril de 2002      |                                                                          |                                                             | Socialista                                                      |                            |
| 113                                                       | António Manuel de Oliveira Guterres (1949–) |                                        | 28 de outubro de 1995   | 6 de abril de 2002      |                                                                          |                                                             | Socialista                                                      |                            |
| 114                                                       | José Manuel Durão Barroso (1956–) |                                        | 6 de abril de 2002      | 17 de julho de 2004     | 2002 (XV)                                                                |                                                             | Social democrata (com os centristas)                            |                            |
| 115                                                       | Pedro Miguel de Santana Lopes (1956–) |                                        | 17 de julho de 2004     | 12 de março de 2005     | —— (XVI)                                                                 |                                                             | Social democrata (com os centristas)                            |                            |
| 116                                                       | José Sócrates Carvalho Pinto de Sousa (1957–) |                                        | 12 de março de 2005     | 21 de junho de 2011     | 2005 (XVII)                                                              |                                                             | Socialista                                                      |                            |
| 116                                                       | José Sócrates Carvalho Pinto de Sousa (1957–) | Aníbal Cavaco Silva                    | 12 de março de 2005     | 21 de junho de 2011     | 2005 (XVII)                                                              |                                                             | Socialista                                                      |                            |
| 116                                                       | José Sócrates Carvalho Pinto de Sousa (1957–) |                                        | 12 de março de 2005     | 21 de junho de 2011     | 2005 (XVII)                                                              |                                                             | Socialista                                                      |                            |
| 116                                                       | José Sócrates Carvalho Pinto de Sousa (1957–) | 2009 (XVIII)                           | 12 de março de 2005     | 21 de junho de 2011     |                                                                          |                                                             | Socialista                                                      |                            |
| 117                                                       | Pedro Manuel Mamede Passos Coelho (1964–) |                                        | 21 de junho de 2011     | 26 de novembro de 2015  | 2011 (XIX)                                                               |                                                             | Social democrata (com os centristas)                            |                            |
| 117                                                       | Pedro Manuel Mamede Passos Coelho (1964–) | 2015 (XX)                              | 21 de junho de 2011     | 26 de novembro de 2015  |                                                                          | Portugal à Frente (primeiro-ministro social democrata)      |                                                                 |                            |
| 118                                                       | António Luís Santos da Costa (1961–) |                                        | 26 de novembro de 2015  | 2 de abril de 2024      | —— (XXI)                                                                 |                                                             | Socialista                                                      |                            |
| 118                                                       | António Luís Santos da Costa (1961–) | Marcelo Rebelo de Sousa                | 26 de novembro de 2015  | 2 de abril de 2024      | —— (XXI)                                                                 |                                                             | Socialista                                                      |                            |
| 118                                                       | António Luís Santos da Costa (1961–) | 2019 (XXII)                            | 26 de novembro de 2015  | 2 de abril de 2024      |                                                                          |                                                             | Socialista                                                      |                            |
| 118                                                       | António Luís Santos da Costa (1961–) | 2022 (XXIII)                           | 26 de novembro de 2015  | 2 de abril de 2024      |                                                                          |                                                             | Socialista                                                      |                            |
| 119                                                       | Luís Filipe Montenegro Cardoso de Morais Esteves (1973–) |                                        | 2 de abril de 2024      | presente                | 2024 (XXIV)                                                              |                                                             | Aliança Democrática (primeiro-ministro social democrata         |                            |
| 119                                                       | Luís Filipe Montenegro Cardoso de Morais Esteves (1973–) | 2025 (XXV)                             | 2 de abril de 2024      | presente                |                                                                          | AD – Coligação PSD/CDS (primeiro-ministro social democrata) |                                                                 |                            |